# Liste des rois de Neustrie

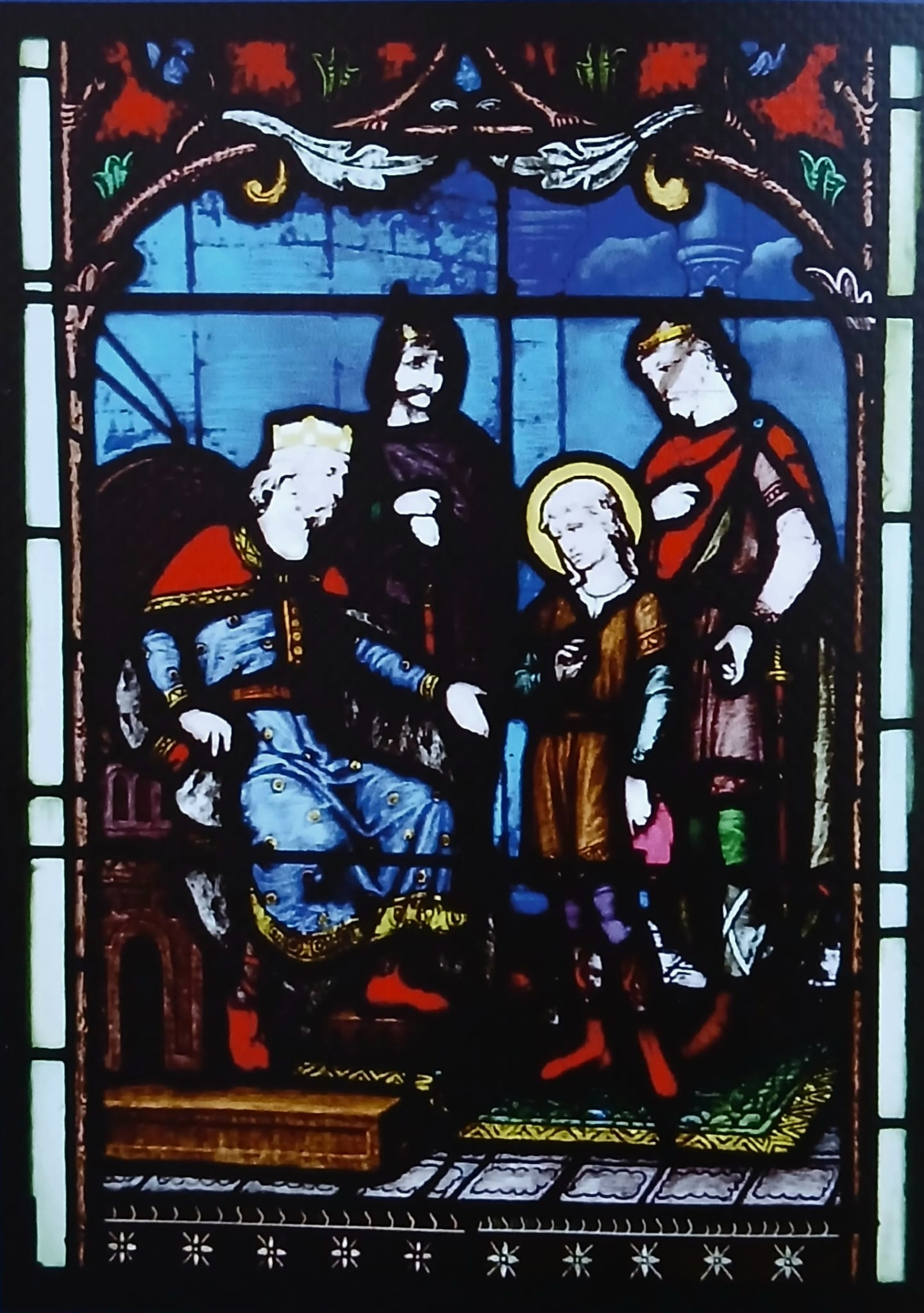
Vitrail de l'église Saint-Hermeland de Saint-Herblain représentant la présentation d'Hermeland d'Indre à la cour du roi de Neustrie.

Cet article est une liste des rois de Neustrie.

## Liste chronologique
- 481-511 : Clovis Ier
- 511-558 : Childebert Ier
- 558-561 : Clotaire Ier
- 561-584 : Chilpéric Ier, fils du précédent
- 584-629 : Clotaire II, fils du précédent,
- 629-639 : Modèle:ThiNyClovis II, fils du précédent
- 657-673 : Clotaire III, fils du précédent
- 673 : Thierry III, frère du précédent
- 673-675 : Childéric II, frère du précédent
- 675-691 : Thierry III, de nouveau
- 691-695 : Clovis IV, fils du précédent
- 695-711 : Childebert IV, frère du précédent
- 711-715 : Dagobert III, fils du précédent
- 715-717 : Chilpéric II
- 717-719 : Clotaire IV
- 719-721 : Chilpéric II, de nouveau
- 721-737 : Thierry IV, fils de Dagobert III
- 737-743 : Interrègne
- 743-751 : Childéric III